# Salvatore Rebecchini
Salvatore Rebecchini (Roma, 21 febbraio 1891 – Roma, 21 novembre 1977) è stato un ingegnere e politico italiano, docente universitario ed esponente della Democrazia Cristiana, nonché sindaco di Roma.

## Biografia

### Mandati
Sindaco di Roma per otto anni e nove mesi, è stato quello che, complessivamente, ha governato più a lungo la città dalla Liberazione ad oggi. Eletto una prima volta il 10 dicembre 1946, si dimise due settimane dopo, preso atto dell'impossibilità di formare una giunta omogenea. Rieletto il 5 novembre 1947, con 41 voti su 80, di cui tre determinanti dei consiglieri comunali del Movimento Sociale Italiano, formò una giunta con il Partito Liberale e il Fronte dell'Uomo Qualunque. Dopo cinque anni, coerente con la politica nazionale del suo partito, si "apparentò" con il Partito Socialdemocratico, il Partito Repubblicano e il Partito Liberale e fu eletto per la terza volta, il 3 luglio 1952, con ampia maggioranza. Il suo mandato si è concluso l'8 luglio 1956. Tra le personalità che hanno operato come assessori nelle giunte da lui presiedute figurano Ugo Angelilli, Battista Bardanzellu, Giuseppe Bersani, Giovanni Boaga, Giovanni Borromeo, Aldo Bozzi, Leone Cattani, Urbano Cioccetti, Camillo Corsanego, Manlio Lupinacci, Adolfo Salminci, Vincenzo Storoni.

### Il Sindaco della "grande espansione"
Fervente cattolico e legato al Vaticano, Rebecchini fu il sindaco che profuse ogni energia a far sì che la "Città Eterna", appena emersa dai disastri della seconda guerra mondiale, fosse idonea ad ospitare degnamente l'Anno Santo del 1950. In tale occasione furono conclusi i lavori di Via della Conciliazione e della nuova stazione ferroviaria di Termini. Durante il suo mandato furono iniziati i lavori per l'apertura di via Gregorio VII e fu portata a termine la galleria sotto il Gianicolo in asse con il ponte Amedeo d'Aosta, e per raccordare la nuova viabilità con corso Vittorio Emanuele II furono demoliti alcuni stabili tra la chiesa di San Giovanni dei Fiorentini e via Giulia che erano stati espropriati prima della guerra.. Nel 1955 fu aperto al pubblico il primo tratto della metropolitana di Roma (Termini-EUR) e nel 1951 fu inaugurato un tratto del Grande Raccordo Anulare che, cinque anni dopo, era già completato per circa il 75%; fu anche realizzata l'apertura della Via Cristoforo Colombo sino all'EUR, e il suo prolungamento sino ad Ostia con fondi ANAS. L'amministrazione Rebecchini si impegnò perché si portassero a termine altre opere pubbliche programmate e avviate durante gli ultimi anni del regime fascista, come l'allargamento del tratto urbano di via Prenestina. Fu infine avviato un consistente programma edilizio, in particolare con i fondi INA-Casa (legge Fanfani), che comportò la realizzazione, tra il 1949 e il 1959, di oltre 110.000 vani di edilizia economica e popolare.
Sul lato della pianificazione e programmazione urbanistica, nel 1953 Rebecchini affidò a una commissione di 90 esperti (il "Comitato di elaborazione tecnica") il compito di elaborare un nuovo Piano Regolatore Generale di Roma (il "Piano del C.E.T."), in sostituzione di quello del 1931 ancora in vigore e ormai in via di scadenza. Durante il suo mandato, Roma fu scelta dal CIO quale città organizzatrice dei Giochi della XVII Olimpiade (15 giugno 1955) e fu gemellata con Parigi (21 aprile 1956).

### Gli attacchi politici
La grande espansione della Capitale avviata sotto le amministrazioni guidate da Rebecchini raccolse, però, forti critiche ed attacchi feroci da parte delle opposizioni, dalla stampa di sinistra e dai primi ambientalisti. La prima battaglia condotta da questi ultimi (1951-52) ebbe ad oggetto il temuto sventramento di Via Vittoria, una strada storica compresa tra Via del Corso e Piazza di Spagna. L'amministrazione Rebecchini aveva adottato un piano particolareggiato che riproponeva la demolizione della zona, prevista dal piano regolatore del 1931, per realizzare un collegamento viario dal Mausoleo di Augusto a Via Veneto, tramite un tunnel che avrebbe sottopassato la collina del Pincio. Tutta la stampa più autorevole, il Corriere della Sera, La Stampa, L'Unità, Il Mondo, L'Europeo, La Voce Repubblicana e un nutrito gruppo di intellettuali e artisti (Corrado Alvaro, Giulio Carlo Argan, Antonio Cederna, Renato Guttuso, Duilio Cambellotti, Ranuccio Bianchi Bandinelli, Ennio Flaiano, Anna Magnani, Vasco Pratolini, etc.) chiesero al Consiglio Superiore dei Lavori Pubblici di respingere tale proposta. Il 2 agosto 1952, il Consiglio Superiore espresse parere negativo, rinviando la sistemazione della zona all'adozione del nuovo Piano regolatore.
Anche l'edificabilità dell'area dell'Appia Antica, fu oggetto di una feroce battaglia politica, da parte delle opposizioni e delle associazioni ambientaliste. La giunta Rebecchini, infatti, pur ampliando gli esigui vincoli previsti dal piano regolatore del 1931, aveva adottato un piano particolareggiato che prevedeva la completa trasformazione della zona del "Domine Quo Vadis". Le istanze ambientaliste indussero il nuovo assessore all'urbanistica Enzo Storoni a far rielaborare il piano particolareggiato messo a punto dal suo predecessore, che sarà adottato dal consiglio Comunale il 9 novembre 1954. Contemporaneamente, alcuni deputati (tra cui Ugo La Malfa) presentarono una proposta di legge che disponeva l'esproprio e la demolizione di tutte le costruzioni limitrofe alla "Regina viarum" realizzate dopo il 1944. Tuttavia, la variante allo strumento urbanistico attuativo non accolse completamente le richieste degli ambientalisti, e la proposta di legge La Malfa non fu mai approvata.
Alla politica urbanistica dell'amministrazione Rebecchini si oppose anche l'ex esponente liberale Leone Cattani, dopo le sue dimissioni da assessore all'Urbanistica e all'edilizia privata per non avallare alcune operazioni edilizie.Nel 1953, una volta dimessosi da assessore, Cattani aveva aderito al Partito radicale e, essendo ancora consigliere comunale, tuonò più volte dai banchi dell'opposizione contro la corruzione degli uffici e il dilagare dell'abusivismo edilizio, polemizzando con la maggioranza centrista in Consiglio comunale che reagì con visibile imbarazzo . Non meno dure e sempre circostanziate furono le denunce del capogruppo del PCI Aldo Natoli. Ben altra eco ebbero gli attacchi sul medesimo argomento, lanciati dalle colonne del settimanale "L'Espresso", allora diretto da Arrigo Benedetti. Alla vigilia delle elezioni amministrative del 1956, infatti, il giornalista Manlio Cancogni pubblicò un'inchiesta dal titolo di fuoco: "Capitale corrotta-Nazione infetta!". Con tale inchiesta il settimanale denunciava le speculazioni edilizie nella Capitale, attribuendone la responsabilità al sindaco Rebecchini e alla Società Generale Immobiliare, proprietaria di numerosi terreni divenuti edificabili. Era inoltre in corso il dibattito sulla realizzazione di un enorme albergo sulla collina di Monte Mario, appartenente alla catena Hilton, proprio su terreni dell'Immobiliare. Quest'ultima querelò Benedetti e Cancogni, i quali furono assolti in primo grado, ma condannati innappello a risarcire la società. Ma le fortune politiche di Rebecchini si interruppero bruscamente. Il sindaco, infatti, non fu ripresentato alle elezioni del maggio 1956, e dovette lasciare la carica che aveva tenuto per oltre otto anni.

### Famiglia e passioni
Sposato con Beatrice Mazzetti di Pietralata, Rebecchini ebbe otto figli. Due di essi, Gaetano e Francesco, hanno proseguito la carriera politica paterna: Francesco Rebecchini è stato eletto più volte al Parlamento italiano nelle file della Democrazia Cristiana, e Gaetano Rebecchini fu tra i fondatori del partito Alleanza Nazionale. Un altro figlio, Filippo, è invece editore televisivo e proprietario della tv locale Super 3.
Salvatore Rebecchini fu un appassionato di cultura romana, tanto da scrivere un'opera sul poeta romano Giuseppe Gioachino Belli ed essere ammesso al Gruppo dei Romanisti.